# Paul de Kock

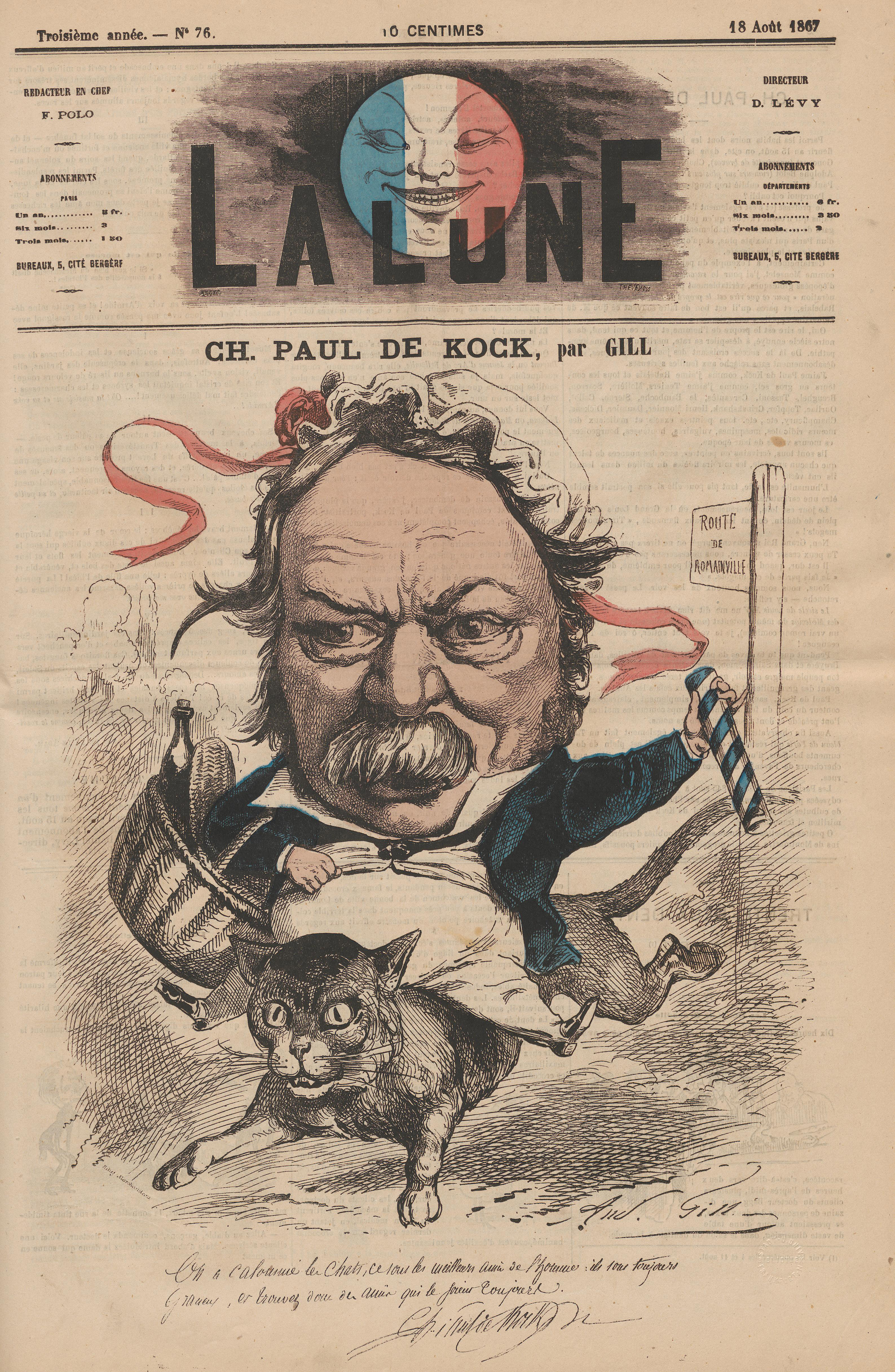
Caricatura d'André Gill
apareguda a La Lune el 1867.

Paul de Kock (Passy-lès-Paris, el 21 de maig de 1793 - Romainville, el 29 d'agost de 1871) va ser un novel·lista i dramaturg francès. Fill d'un banquer holandès, Jean Conrad de Kock, que fou guillotinat sota la Revolució. Novel·lista popular, fecund i truculent. Pintor de gent vulgar de París. La seva fama a França i a l'estranger fou molt gran. Autor de gairebé dos centenars de drames i vodevils i de nombroses cançons.

## Obres
- L'Enfant de ma femme (1812)
- Gustave le mauvais sujet (1821)
- La Laitière de Montfermeil (1827)
- La Femme, le mari et l'amant (1829)
- Le Cocu (1832)
- Le barbier de Paris (1833)
- La Pucelle de Belleville (1834)
- La Bouquetière du château d'eau (1855)
- La fille aux trois jupons
- Madame Tapin
- Sans-cravate ou les commissionnaires (en dos toms)